# ليا غابرييل
ليا غابرييل (بالإنجليزية: Lea Gabrielle)‏ (من مواليد عام 1975) وهي صحفية ومراسلة لقناة فوكس نيوز. وهي أيضًا مراسلة لـ شيبرد سميث.

## حياتها
تعلمت ليا في مدرسة ماونت فيرنون الثانوية في مقاطعة فيرفاكس (فيرجينيا) ثم تخرجت من أكاديمية الولايات المتحدة البحرية عام 1997 ، وحصلت على بكالوريوس العلوم في الهندسة الميكانيكية. بعد انضمامها إلى الخدمة البحرية بعد التخرج، التحقت غابرييل بمدرسة الطيران التابعة للبحرية الأمريكية في محطة بنساكولا الجوية البحرية في ولاية فلوريدا في الفترة من 1998 إلى 2000.
خدمت في بحرية الولايات المتحدة لمدة اثني عشر عامًا وكانت طيارة مقاتلة في إف/إيه-18 هورنت، كما عملت كضابطة عمليات استخبارات خلال عملية الحرية الدائمة. وأثناء وجودها في أفغانستان كانت مدمجة مع وحدة تابعة للبحرية حيث تقوم بعمليات استخباراتية. كانت أيضا ضابطة اتصال خارجية للدفاع.

## عملها في الصحافة
بعد مغادرة البحرية، حضرت غابرييل أكاديمية نيويورك للأفلام في عام 2009، وحصلت على شهادة الصحافة الرقمية. ثم عملت لدى قناة إن بي سي للأخبار (2010-2011) في واشنطن العاصمة. حيث صورت وكتبت وحررت وأنتجت طرود لـ "ان بي سي للأخبار" و"الأخبار اليوم" وموقع"N" وموقع web spots." وباعتبارها صحفية ومحررة رقمية، غطت غابرييل قصصًا على صفحة الويب الخاصة بقناة ان بي سي المنتشرة في جميع أنحاء البلاد. أجرت مقابلات مع البيت الأبيض والمراسلين السياسيين (بما في ذلك الرئيس، أول حاكمة في أفغانستان، والمرشحين الجمهوريين للرئاسة).
في سبتمبر 2011 ، انتقلت غابرييل إلى سان دييغ، كاليفورنيا، وأصبحت مراسلاً عسكرياً لـ KNSD-TV (ان بي سي 7)، مستخدمة اسم ليا ساتون الذي تم ترويجه بعد ذلك. انضمت إلى قناة فوكس نيوز في مدينة نيويورك في ديسمبر 2013.

## وصلات خارجية
- Fox News Profile
- KNSD
- Linkedin Profile
- From F/A-18s to Fox News